# 楠賢将
楠 賢将（くす としき、1995年2月3日 - ）は、日本の男性声優。大阪府出身。BloomZ所属。

## 略歴
2018年5月1日よりBloomZに所属。当初は預かり所属だったが、2021年11月には正所属となっている。
『魔王様、リトライ!』でアニメ初出演。

## 人物
趣味として歌、ショッピング、ダンスをそれぞれ挙げている。特技としてサッカーとバスケットボールをそれぞれ挙げている。

## 出演
太字はメインキャラクター。

### テレビアニメ
2019年
- 魔王様、リトライ!（ギルドの男、サタニストB）
- BEASTARS（キツネ）

2020年
- ID：INVADED イド：インヴェイデッド
- 邪神ちゃんドロップキック（神戸っ子）
- シャドウバース（アリスファン）

2021年
- 恋と呼ぶには気持ち悪い（男子C）
- 蜘蛛ですが、なにか?

2022年
- 終末のハーレム（男子A）

2024年
- さようなら竜生、こんにちは人生（エルフG）

### ゲーム
2018年
- Q&Qアンサーズ（犬と肉）

2019年
- イースIX -Monstrum NOX-（マクシム）
- 神酒ノ尊-ミキノミコト-（松八宵-鶯）
- 獅子の如く〜戦国覇王戦記〜
- 天地の如く〜激乱の三国志〜
- 妖怪正伝〜もののけ山海経〜（四時主、雲中子、呪術医、黄玉郎、黄九郎、シャドーマン、店の小僧）

2020年
- 三国覇王戦記
- 少女とドラゴン（ローラン）
- ステラアルカナ

2023年
- イースX -NORDICS-（漁師モリス）

### デジタルコミック
- 【急募】猜疑王の契約王妃（※短期のお仕事です）（2023年、ヴィクリス）[10]

### 吹き替え

#### 映画
- ウェイティング・バーバリアンズ　帝国の黄昏（ナイーム、他）
- エルフと不思議な猫（アンドレイ）
- カンテク〜運命の愛〜（イ・ジェファ）
- 36リミット（フランス語版）（ダミアン・ワルテール）
- スコーピオンキング5（英語版）
- スノーホワイト（クレンキー 他）
- ドント・スリープ 蘇る悪夢（ティミー・ミケルセン〈アンドリュー・コールドウェル（英語版）〉）
- フレーム 危険動画サイト（トム 他）
- BOAR（英語版）（バート〈グリフィン・ウォルシュ〉 他）
- マジック・ワールド　ビーストと闇の支配者（ミハエル、他）
- ランアウェイ 香港脱出（中国語版）（金ガム兄 他）

#### アニメ
- ディリリとパリの時間旅行（ロートレック）
- トイズ&ペット みんなで未来へ大冒険（フラッシュ[11] 他）
- ビッグ・ウィッシュ 魔法に願いを（モレット）
- リトル・パイレーツ（ロングフィンガー）

### 朗読
- ドリームクリエイションプレゼンツ「りーでぃんぐ☆ぱーてぃー」（2017年9月29日、池袋西口GEKIBA）[12]
- ドリームクリエイションプレゼンツ「りーでぃんぐ☆ぱーてぃー Vol.2」（2018年1月11日 - 14日、新宿シアターブラッツ） - A組[13]